# Ученичество
Ученичество — обучение профессии под руководством мастера в процессе производственной деятельности.

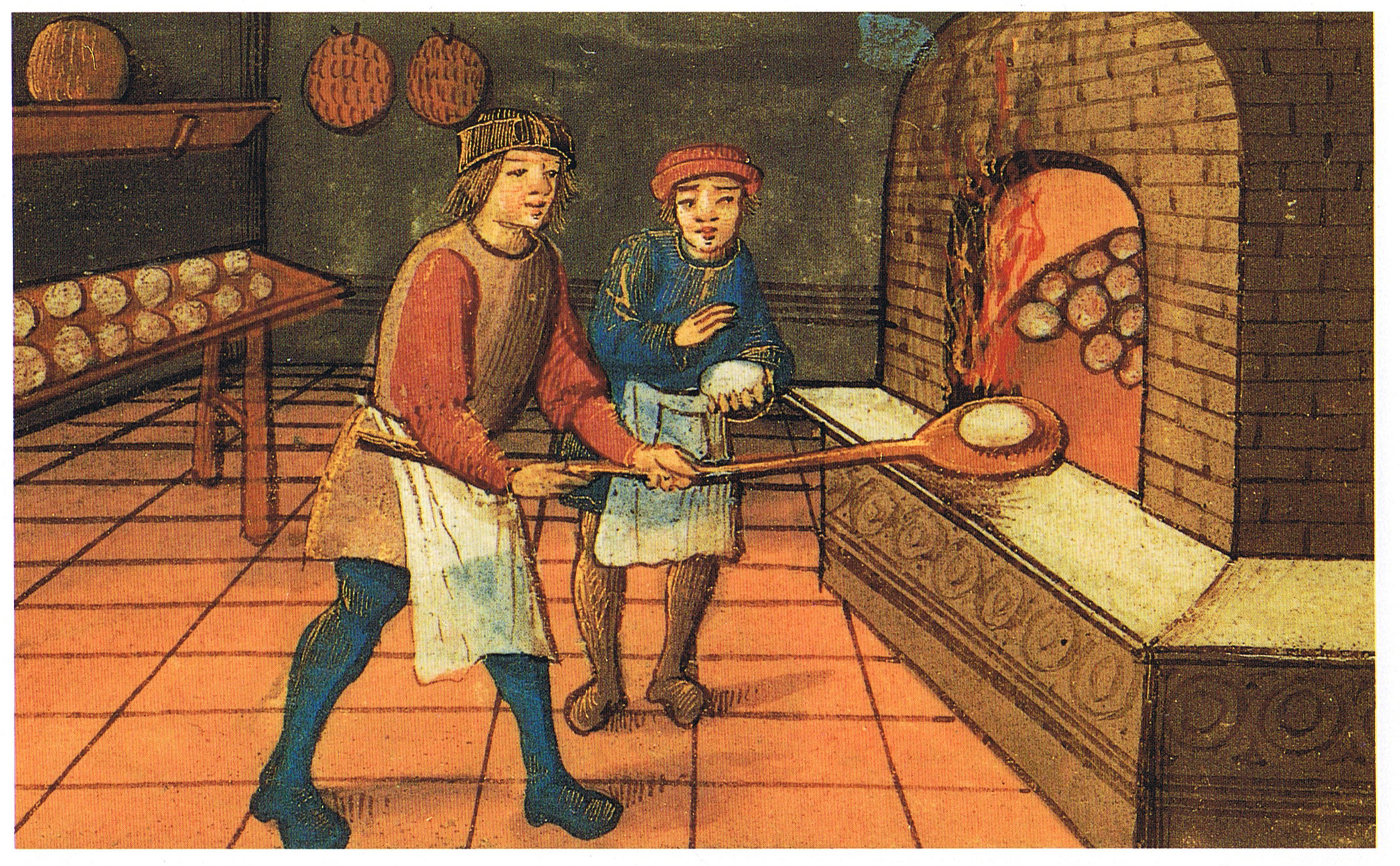
Пекарь и его ученик в средневековой Англии

Обучение ремесленником своему ремеслу сына другого человека по договорённости существовало с древности. Это объяснялось тем, что не у всех мастеров были свои сыновья, которым они могли передать накопленные знания.
В Средние века ученичество постепенно стало необходимой стадией и общим правилом для каждого, кто хотел впоследствии свободно заниматься ремеслом. До тех пор, пока срок ученичества не стал регламентироваться уставами цехов, он зависел от мастера. В средневековом Лондоне портные брали учеников на 7-14 лет, ювелиры — на 9-14 лет, мастера гильдии пирожников и торговцев рыбой — на 10-12 лет.
Многие цеха ограничивали мастеров в количестве учеников. Причиной этого было желание предотвратить чрезмерное обогащение одних мастеров и разорение других, а также необходимость наличия достаточных средств у мастера для содержания ученика.
В цеховых уставах оговаривалось, что ни один мастер не мог взять к себе ученика, связанного договором с другим мастером, до тех пор, пока не истечёт срок действия данных им обязательств или сам мастер не предоставит ученику письменное разрешение перейти на службу к другому мастеру.
До 1375 года в Англии ученик мог быть продан или подарен, как и всё остальное имущество мастера. Но, с 1375 года, согласно постановлению парламента, ни один ученик не должен был служить мастеру, иному чем тот, к кому он изначально поступил в ученики, без своего желания.
Большинство английских историков полагает, что ученик рассматривался как член семьи мастера, чья власть по природе своей всегда носила отеческий характер. Подобно отцу, мастер имел право применять к ученику телесные наказания. В договорах между мастером и учеником иногда прописывалось, что ученика могут наказывать только за дело, а не иначе. Ученик не имел права заключать брак без предварительного разрешения на то мастера. Часто ученик женился на дочери мастера.
С начала XIX века ученичество в Англии было поставлено под надзор мировых судей. За проступки учеников назначались наказания, доходящие до 3 мес. тюремного заключения (за побег); в свою очередь, мастер мог быть подвергнут заключению до 3 лет за дурное обращение, грозящее опасностью жизни ученика.
В Российской империи Устав о цехах, изданный 12 ноября 1799 г., устанавливал некоторые привилегии для мастеров «отличивших себя в своём искусстве и научивших многих учеников» и грозя лишением звания мастера за «нерадивое обучение». Устанавливался 6-месячный пробный срок для обеих договаривающихся сторон, в течение которого договор об ученичестве мог быть расторгнут. Цеховой управе было предоставлено право наказывать учеников розгами. Минимальным возрастом для отдачи в обучение по закону был двенадцатилетний, но часто возраст учеников был меньшим. Законы, воспрещающие вообще отдачу в личный наём родителями своих детей без их на то согласия, делали исключение в отношении договора об обучении на определённый срок (ст. 173, 2203 X т. 1 ч.), причём, как пояснил Сенат (решение гражданского кассационного департамента 1899, № 2), срок этот может оканчиваться и после достижения учеником 17-летнего возраста. Если дети не выполнят договора, заключённого их родителями, то за невозможностью принудить их к его выполнению родители должны были вознаградить мастера за понесённые им убытки (реш. гр. касс. дпт. 1878 г., № 86, 1899, № 2). Срок обучения составлял от 3 до 5 лет, но время это может быть сокращено по усмотрению старшины цеха или старшинских товарищей. По истечении трёхлетнего пребывания ученика у мастера последний был обязан ему выдать свидетельство, «какое он заслужил по верности, послушанию, почтительности, прилежанию, искусству и поведению».
В 1910 г. был принят Устав о ремесленной промышленности, согласно которому «мастер обязан учеников своих учить усердно, обходиться с ними человеколюбивым и кротким образом, без вины их не наказывать и занимать должное время наукой, не принуждая их к домашнему его служению и работам». В обязанности учеников входило «быть верным, послушным, почтительным к мастеру и его семье, сохранять добрыми поступками и поведением домашнюю тишину и согласие, быть прилежным». Договор мог быть расторгнут «если ученик оставил занятие и избирает другое ремесло; если должен переселиться в другую местность; если родители требуют ухода». В случае, если ученики выдержали экзамен при ремесленной управе, им выдавали подмастерский диплом первого разряда, или же — по свидетельству мастера — диплом второго разряда.
В настоящее время Трудовой кодекс РФ предусматривает возможность заключения ученического договора, который может предусматривать обязанность отработать определённое время после завершения обучения. Предусмотрены такие организационные формы ученичества, как индивидуальное обучение, бригадное обучение, курсовое обучение.

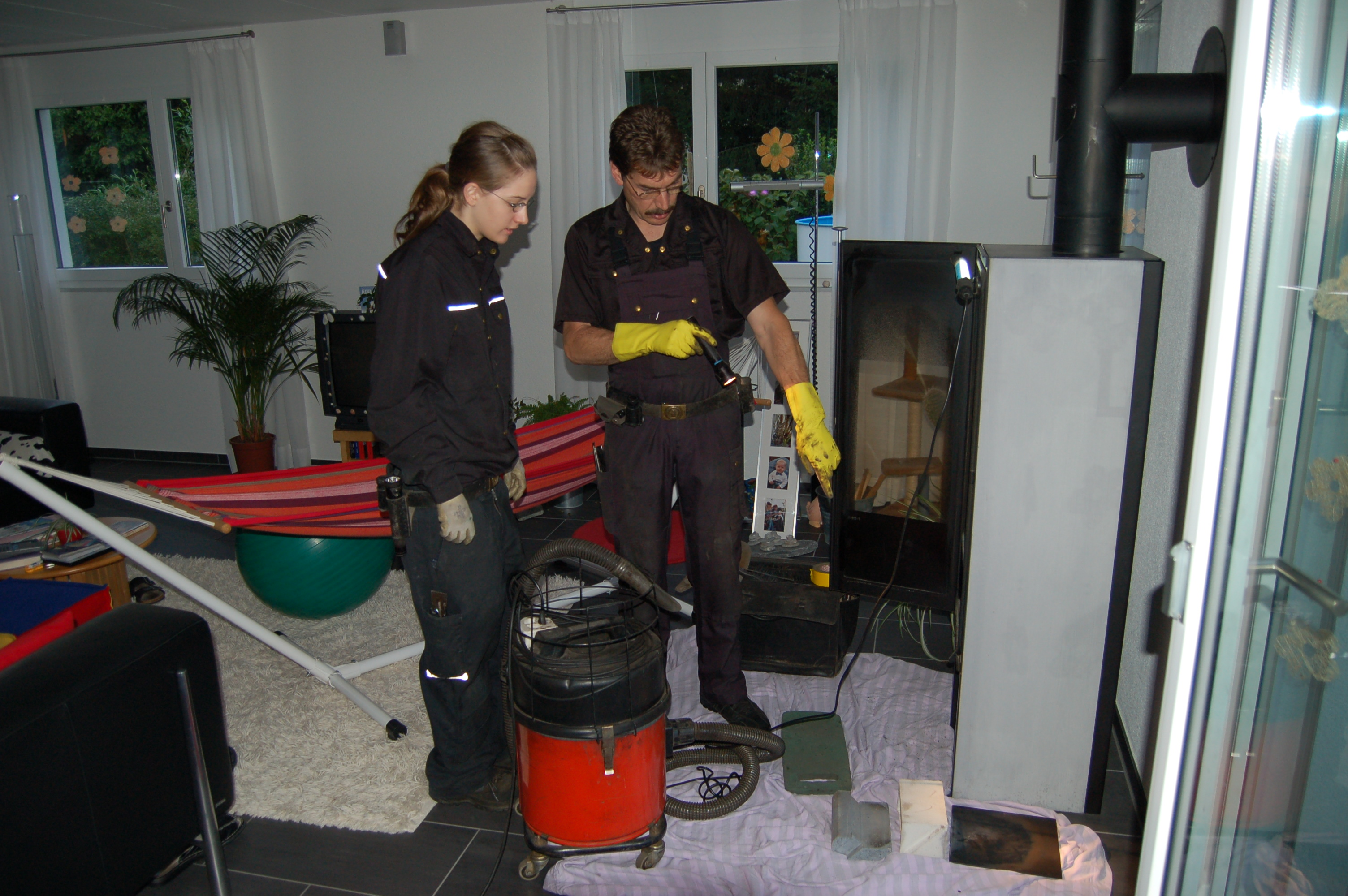
Ученица трубочиста в современной Германии

Система ученичества на рабочем месте в настоящее время существует в различных странах. Так, в Великобритании существуют 2-3 летние ученические программы, при которых три недели обучения на рабочем месте чередуются с неделей теоретического курса при учебном заведении. Наивысший в Европе охват молодёжи ученическими программами наблюдается в Германии. Производственное обучение в Германии происходит в рамках «дуальной системы», то есть параллельно на рабочем месте и в профессиональной школе, где также изучают общеобразовательные предметы. Срок обучения составляет от трёх до трёх с половиной лет. Программу довершают обязательные курсы в центрах профобучения. После окончания обучения ученики сдают экзамен на звание подмастерья.